# Мадлен Броан
Мадлен Емілі Броан (фр. Madeleine-Émilie Brohan; 21 жовтня 1833, Париж — 24 лютого 1900, Париж) — французька акторка XIX століття.

## Життєпис
Мадлен Броан народилась 21 жовтня 1833 року в Парижі. Мадлен — донька французької акторки Сюзанни Броан (1807—1887) і молодша сестра Авґустини Броан, «служниці Мельпомени».
Юна Мадлен відвідувала Національну консерваторію в Парижі, навчалась у класі відомого французького актора й драматурга Жозефа Самсона.

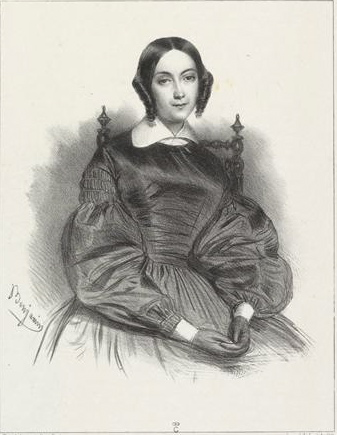
Мадлен Броан

1850 року дебютувала на сцені «Комеді Франсез» у Парижі й у період 1850—1885 рр. була почесним членкинею клубу головного театру.
1854 року Мадлен вийшла заміж за письменника й маклера Маріо Ючарда (1824—1893), але через два роки шлюб розпався.
Уроджений талант і неймовірна краса Мадрен Броан викликали захоплення глядачів. Її шанувальниками були імператор Наполеон III Бонапарт, принц де Жуанвіль Франсуа Орлеанський (фр. François d'Orléans, Prince of Joinville), письменник Поль Дерулед, французький військовий діяч Поль Ланґель (фр. Paul Langély) та ін.
1861 року французький художник Поль Бодрі намалював портрет Мадлен Броан (фр. Madeleine Brohan (1833-1900), de la Comédie-Française)), який дотепер зберігається в національному музеї д'Орсе в Парижі.
Упродовж 1856—1858 рр. грала на сцені Михайлівського театру в Санкт-Петербурзі, Російська імперія.
Мадлен Броан померла 1900 року в Парижі.

## Ролі в театрі
- Маргарита Наваррська в п′єсі Ежена Скріба й Ернеста Леґуве «Казки королеви Наваррської» (фр. Les Contes de la reine de Navarre), 1850
- Селімена в п′єсі Мольєра «Мізантроп», 1851
- Маріанна в п′єсі Альфреда де Мюссе «Історії від Маріанни» (фр. Les Caprices de Marianne), 1851
- Ельміра в п′єсі Мольєра «Тартюф», 1853
- Головна роль у п′єсі Жуля Сандо «Мадмазель Сейґлере» (фр. Mademoiselle de La Seiglière),1855
- Графиня в п′єсі П′єра Бомарше «Одруження Фіґаро», 1859
- Маркіза Маупас у п′єсі Франсуа Понсара «Закоханий лев» (фр. Le Lion amoureux),1866
- Марселіна в п′єсі П′єра Бомарше «Одруження Фіґаро», 1871
- Головна роль у п′єсі Еміля Ож′є «Ґабріелла» (фр. Gabrielle), 1874, 1875
- Роль у п′єсі Ежена Скріба «Битва дам» (фр. Bataille de dames), 1875
- Роль у п′єсі Жозефа Караґюля (фр. Joseph Caraguel) «Свічник» (фр. Le Bougeoir), 1875
- Графіня в п′єсі Едуарда Кадоля «Бабуся» (фр. La Grand'maman), 1875
- Маркіза де Румьєр в п′єсі Александра Дюма «Іноземець» (фр. L'Étrangère), 1876
- Філамінта в п′єсі Мольєра «Вчені жінки» (фр. Les Femmes savantes), 1880
- Герцогиня Ревіль у п′єсі Едуарда Паєрона (фр. d'Édouard Pailleron) «Світ, який набридає» (фр. Le Monde où l'on s'ennuie), 1881
- Сільвія в п′єсі П′єра де Маріво «Гра в любов і випадок» (фр. Le Jeu de l'amour et du hasard)